# Elżbieta Jędrzejewska
Elżbieta Futera-Jędrzejewska (ur. 15 października 1968 w Puławach) – polska aktorka teatralna, filmowa i dubbingowa.

## Życiorys
W 1987 ukończyła I Liceum Ogólnokształcące im. A.J. ks. Czartoryskiego w Puławach. W tym samym roku rozpoczęła studia na UAM w Poznaniu na kierunku pedagogika opiekuńczo-wychowawcza, które przerwała trzy lata później. W 1994 ukończyła studia na Wydziale Aktorskim warszawskiej Akademii Teatralnej. Jej spektaklem dyplomowym była sztuka O! Beri Beri. Występowała w warszawskich teatrach Małym (1993) i Powszechnym (1995–1997).
Współpracuje ze studiami dubbingowymi i nagraniowymi. W latach 1997–1998 była gospodynią programów telewizyjnych w TVN: Mini Playback Show i Ciężko ranne pantofle. Prowadziła również teleturniej O co chodzi? (TVP1) i program Szołbiz info (Wizja Jeden). Zagrała też w kilkunastu reklamach.

## Filmografia

### Role aktorskie
- 2013: Prawo Agaty – redaktor naczelna (odc. 40)
- 2012–2013 M jak miłość – Weronika Zawada
- 2012: Pierwsza miłość – Bożena
- 2008: Glina – Janina Danecka (odc. 19)
- 2004: Oficer – sprzedawczyni w sklepie z męską odzieżą (odc. 3, 4 i 7)
- 2003–2005: Czego się boją faceci, czyli seks w mniejszym mieście
- 2002–2010: Samo życie
- 2000: Lokatorzy
- 1997: Klan
- 1994: Jest jak jest
- 1992: Żegnaj, Rockefeller

### Polski dubbing
- 2019: Toy Story 4 – Pani Anderson
- 2018: Detroit: Become Human – Amanda
- 2018: Mary Poppins powraca – przechodzień
- 2017: Miki i raźni rajdowcy – Kaczka Daisy
- 2016: Trolle jako kucharka
- 2015: Rise of the Tomb Raider – Ana
- 2015: League of Legends – Teemo z Sił Specjalnych
- 2013: Crysis 3 – Claire
- 2012: League of Legends – Elise
- 2011: My Little Pony: Przyjaźń to magia – księżniczka Celestia
- 2011: Wiedźmin 2: Zabójcy królów – Filippa Eilhart
- 2010: Toy Story 3
- 2010: God of War III
- 2010: Mass Effect 2 – admirał Xen
- 2009: Dragon Age: Początek
- 2009: Hotel dla psów – Lois
- 2009: Infamous – Sasha
- 2007: Wiedźmin –
  - Niebieskooka,
  - kurtyzana,
  - wojowniczka Scoia'tael
- 2007: Rodzinka Robinsonów –
  - ciocia Billie,
  - pani Harrington
- 2006: Artur i Minimki – mama Artura
- 2006: Klub przyjaciół Myszki Miki – Kaczka Daisy
- 2006: Noc w muzeum – Erica Daley
- 2005-2006: Kod Lyoko –
  - Talia,
  - Emily (tylko odc. 12)
- 2005: B-Daman – Yamato Delgado
- 2005: Kurczak Mały
- 2004: Batman – Selina Kyle / Kobieta Kot
- 2004: Mickey: Bardziej bajkowe święta − Kaczka Daisy
- 2004: Gwiezdne jaja: Część I – Zemsta świrów – królowa Migdala
- 2004: Mickey, Donald, Goofy: Trzej muszkieterowie – Kaczka Daisy
- 2004: Barbie jako księżniczka i żebraczka – Serafina
- 2004: Świątynia pierwotnego zła[1]
- 2004–2006: Liga Sprawiedliwych bez granic – Morgana le Fey
- 2003–2004: Megas XLR
- 2003: Fałszywa dwunastka
- 2003: Martin Tajemniczy – M.A.M.A.
- 2001–2002: Café Myszka – Kaczka Daisy
- 2001: Shrek
- 2000–2003: X-Men: Ewolucja – Wanda Maximoff
- 2000: Słoneczna włócznia
- 2000: Fantometka – rola tytułowa
- 1999: Ed, Edd i Eddy – Sara
- 1999: Mickey: Bajkowe święta – Kaczka Daisy
- 1998: Dawno temu w trawie – Gypsy
- 1998–2006: Para nie do pary – Grace
- 1997–2006: Bukolandia
- 1997–1999: Krowa i Kurczak
- 1997–1998: Przygody Olivera Twista
- 1997: Księżniczka Sissi – Helena von Grossberg
- 1997: Batman i Robin – Trujący Bluszcz / Pamela Isley
- 1996–1997: Kacza paczka – Kaczka Daisy
- 1996: Ucieczka
- 1996: Superman –
  - Volcana,
  - Lashina
- 1996: Kosmiczny mecz – króliczka Lola
- 1995: Carrotblanca – kotka Penelopa
- 1995–1998: Pinky i Mózg
- 1995: Rob Roy
- 1994–1998: Spider-Man – Margaret Connors
- 1994–1996: Fantastyczna Czwórka
- 1993–1995: Dwa głupie pieski
- 1992–1997: X-Men – Justin
- 1992–1999: Niegrzeczni faceci – Sylwia
- 1992: Mikan – pomarańczowy kot – Mikan
- 1992: Batman – Seilna Kyle / Kobieta Kot
- 1986–1987: Kucyki i przyjaciele
- 1986: Amerykańska opowieść – Tony
- 1983: Kaczor Donald przedstawia – Daisy
- 1981–1990: Smerfy – Puszek/Pee-wee